# San Giovanni del Dosso
San Giovanni del Dosso là một đô thị tại tỉnh Mantova trong vùng Lombardia của Italia, có vị trí cách khoảng 160 km về phía đông nam của Milano và khoảng 30 km về phía đông nam của Mantova. Tại thời điểm ngày 31 tháng 12 năm 2004, đô thị này có dân số 1.229 người và diện tích là 15,2 km².
San Giovanni del Dosso giáp các đô thị: Concordia sulla Secchia, Mirandola, Poggio Rusco, Quistello, San Giacomo delle Segnate, Schivenoglia, Villa Poma.